# Petali (album)
Petali è il sesto album in studio della cantautrice italiana Simona Molinari, pubblicato il 1º aprile 2022.
Il disco è stato premiato con la Targa Tenco 2022 nella categoria Miglior Interprete.

## Tracce
1. Lei balla sola – 3:39 (Fabio Ilacqua)
2. Davanti al mare – 4:18 (Cordio, Lorenzo Vizzini)
3. Il solito viavai – 2:48 (Lorenzo Vizzini, Massimo Greco, Simona Molinari)
4. Tempo da consumare – 4:12 (Fabio Ilacqua)
5. Un libro nuovo – 3:51 (Enrico Sant'Angelo, Massimo Greco, Simona Molinari)
6. La chiave dietro lo specchio – 3:52 (Fabio Ilacqua)
7. Come un film – 3:31 (Lorenzo Vizzini)
8. La tua ironia – 3:17 (Fabio Barnaba, Simona Molinari)
9. Petali – 4:00 (testo: Giovanni Caccamo, Lorenzo Vizzini – musica: Fabio Ilacqua, Giovanni Caccamo, Lorenzo Vizzini)